# Tullio Seppilli
Tullio Seppilli (Padova, 16 ottobre 1928 – Perugia, 23 agosto 2017) è stato un antropologo italiano.

## Biografia
Figlio di Alessandro Seppilli e dell'antropologa Anita Schwarzkopf, entrambi ebrei, nacque in via Dondi dell'Orologio a Padova. Costretto a emigrare in Brasile a causa delle leggi razziali, frequentò l'unica scuola italiana di San Paolo, la "Dante Alighieri". Il giovane Tullio, in questo periodo, si formò anche grazie all'apporto chiave del padre (che gli insegnò il greco) e della madre (grazie alla quale, insieme a dei suoi coetanei, assorbì una certa sensibilità umanistica). Rientrò in Italia nell'ottobre del 1947, tra Modena e Perugia, e studiò Scienze Naturali all'Università di Roma La Sapienza, dove si laureò con Alberto Carlo Blanc nel 1952 scrivendo una tesi in Antropologia fisica.
Divenuto nello stesso anno assistente di Etnologia presso l'Istituto di Civiltà Primitive dell'Università di Roma, iniziò a collaborare con Ernesto de Martino. Dal 1955 insegnò Antropologia culturale all'Università di Perugia; sempre a Perugia nel 1956 creò l'Istituto di Etnologia e Antropologia Culturale, che dirigerà fino al 1999. Docente di Antropologia culturale all'Università degli Studi di Firenze dal 1966 al 1977, collaborò con numerosi istituti universitari italiani e stranieri, tenendo lezioni e seminari.
 Nel 1988, con i colleghi Giulio Angioni dell'Università di Cagliari e con Pier Giorgio Solinas dell'Università di Siena, organizzò, in consorzio a tre con l'Università di Perugia, il primo dottorato di ricerca in Italia in Metodologie della Ricerca etno-antropologica. Tutta la sua vita - intellettuale, accademica e privata - è stata caratterizzata da un forte impegno politico: venne eletto come consigliere comunale del PCI nel 1964 e, nel 1970, divenne consigliere della Provincia di Perugia. La sua antropologia era - e rimane ancora, nei suoi insegnamenti - un'antropologia per "capire" ma anche per "agire" e per "impegnarsi". 
Presidente onorario del Festival dei Popoli, presiedeva la Società Italiana di Antropologia medica (S.I.A.M.) e la Fondazione Angelo Celli (oggi "Fondazione Alessandro e Tullio Seppilli") per la cultura della salute, intitolata all'igienista marchigiano. Fece parte dei comitati direttivi delle riviste "Critica marxista" e "La questione criminale". Diresse la rivista specialistica “AM. Rivista di Antropologia medica” e la collana “Biblioteca di Antropologia medica” pubblicata dalla casa editrice leccese Argo.
Erede e interprete dell'antropologia marxista, spaziò nei più diversi campi della disciplina, con contributi che vanno dalla riflessione teorica alla ricerca empirica e applicata; interessato fin dai suoi primi lavori a temi e ambiti di ricerca oggi riferibili all'antropologia medica, orientò i propri studi nella definizione della complessa relazione tra biologico e sociale.
È morto il 23 agosto 2017, lasciando le sue carte alla Fondazione Angelo Celli, oggi divenuta Fondazione Alessandro e Tullio Seppilli.

## Principali pubblicazioni
- Il sincretismo religioso afrocattolico in Brasile, Bologna, Zanichelli, 1955
- La acculturazione come problema metodologico, Roma, Tip. Editrice Italia, 1955
- L' antropologia culturale nel quadro delle scienze dell'uomo: appunti per un memorandum (con Liliana Bonacini Seppilli), Bologna, Il Mulino, 1958
- Il contributo della antropologia culturale alla educazione sanitaria, in “L'Educazione Sanitaria", vol. IV, fasc. 3-4, Perugia,  Centro sperimentale di educazione sanitaria delle popolazioni, 1959
- Le feste contadine di segalavecchia in Umbria: primo rapporto di ricerca, Perugia, Istituto di etnologia e antropologia culturale, 1959
- Social conditions of fertility in a rural community in transition in central Italy, Annals of the New York Academy of Sciences, Volume 84, pag. 959–962, Dicembre 1960
- Sulla condizione socio-culturale della donna nel mondo rurale in transizione, Roma, Unione Donne Italiane, s.d.
- L'esplorazione dell'Amazzonia, (con Anita Seppilli), Torino, UTET, 1964
- Schema concettuale di una teoria della cultura  (con Grazietta Guaitini), Perugia, Editrice Umbra Cooperativa, 1973
- La ricerca sulle tradizioni popolari e il suo uso sociale nel quadro di una politica democratica dei beni culturali in Cultura popolare e Marxismo (a cura di Raffaele Rauty), Roma, Editori Riuniti, 1975
- La medicina popolare in Italia, in La ricerca folklorica: contributi allo studio della cultura delle classi popolari, Brescia, Grafo, 1983
- Antropologia culturale e strategie sanitarie, Firenze, Usher, 1984
- Medicine e magie, (a cura di), Milano, Electa , 1989
- La tradizione ceramica in Umbria: dall'antichità al Novecento, Perugia, Centro Umbria Arte, 1997
- Migrazioni e culture alimentari, (con Davide Paolini e Alberto Sorbini), Perugia, Editoriale Umbra, 2002
- Scritti di antropologia culturale, Firenze, Leo Olschki Editore, 2008